# Mademoiselle de La Seiglière (film)
Mademoiselle de La Seiglière est un film français réalisé par André Antoine, sorti en 1921. Il s'agit d'une adaptation du roman éponyme de Jules Sandeau.

## Synopsis

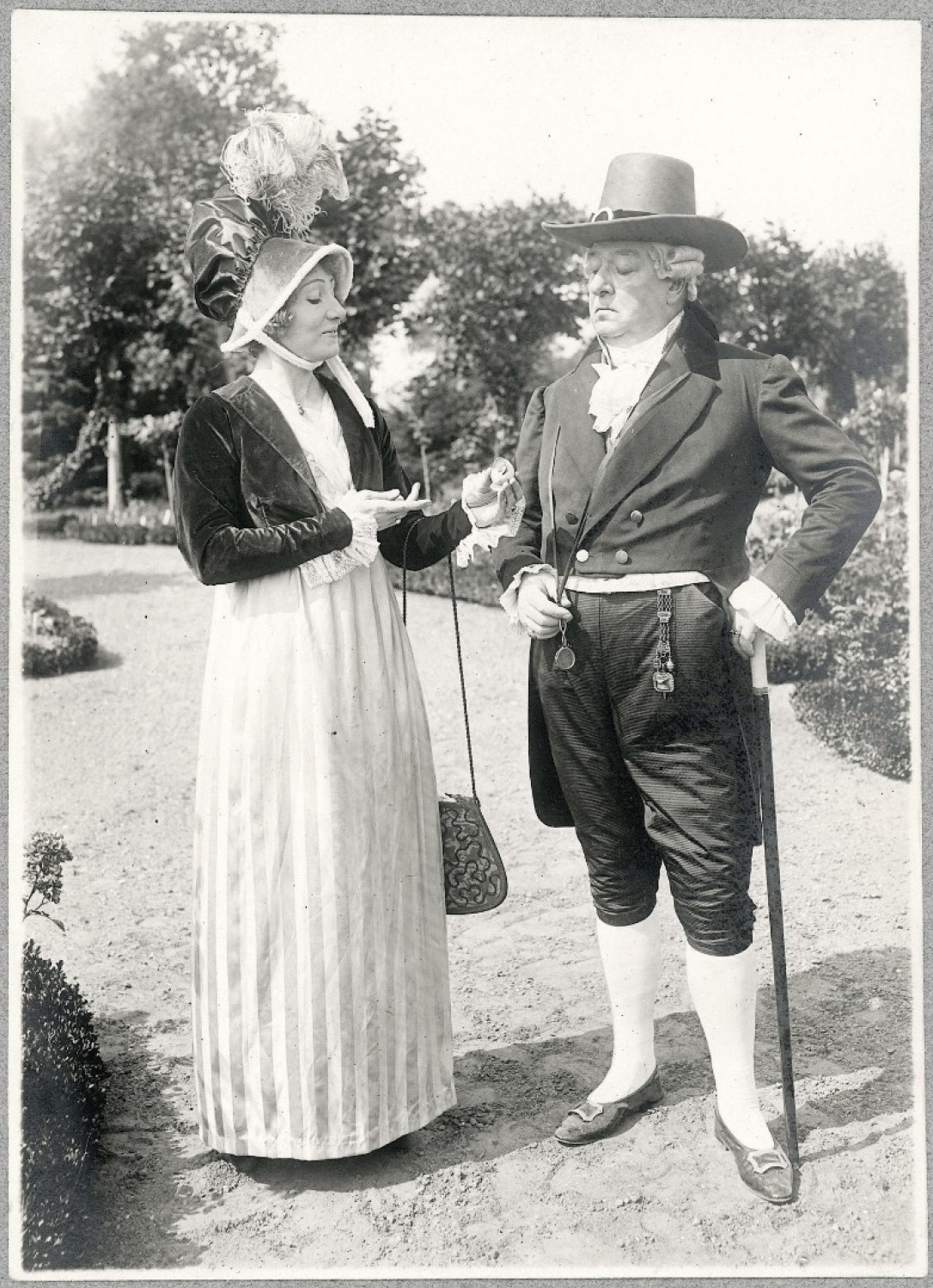
Le marquis de la Seiglière (Félix Huguenet) et sa fille Hélène (Huguette Duflos).

## Fiche technique
- Réalisation : André Antoine, assisté de Georges Denola
- Scénario : André Antoine, d'après le roman éponyme de Jules Sandeau (1847)
- Photographie : Léonce-Henri Burel, René Guichard
- Société de production : S.C.G.A.L. - Pathé
- Société de distribution: Pathé-Consortium-Cinéma
- Format : Noir et blanc - Muet - 1,33:1 - 35 mm
- Lieu de tournage : Château Porgès de Rochefort-en-Yvelines
- Présentation corporative : 25 janvier 1921
- Sortie à Paris : le 4 mars 1921 au cinéma Omnia Pathé

## Distribution

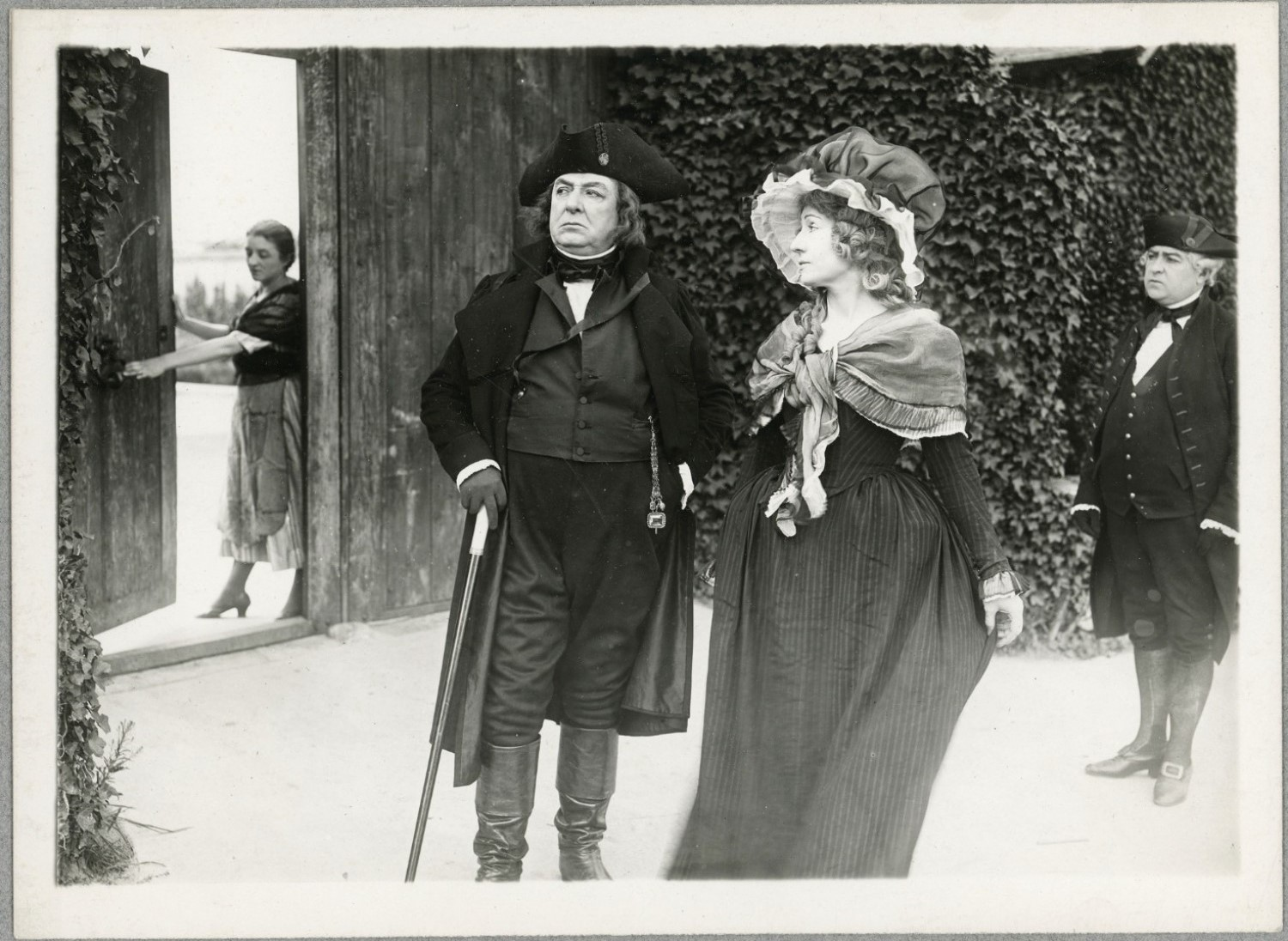
Une scène du film.

- Huguette Duflos : Hélène de la Seiglière, la fille du marquis
- Catherine Fonteney : La baronne de Vaubert
- Félix Huguenet : Le marquis de la Seiglière, de retour en France après la Révolution
- Charles Granval : Le père Stamply, un vieux fermier qui avaient acheté les biens du marquis vendus comme biens nationaux, mais qui les restitue au marquis
- Romuald Joubé : Bernard Stamply, le fils de Stamply, qui meurt lors de la Retraite de la Bérézina
- Charles Lamy : Destournelles, un avocat ambitieux et retors
- Saturnin Fabre
- Léon Malavier